# Pilotrichella moenkemeyeri
Pilotrichella moenkemeyeri är en bladmossart som beskrevs av Kindberg 1891. Pilotrichella moenkemeyeri ingår i släktet Pilotrichella och familjen Meteoriaceae. Inga underarter finns listade i Catalogue of Life.